# Vauchrétien
Vauchrétien är en kommun i departementet Maine-et-Loire i regionen Pays de la Loire i nordvästra Frankrike. Kommunen ligger i kantonen Thouarcé som tillhör arrondissementet Angers. År 2018 hade Vauchrétien 1 553 invånare.

## Befolkningsutveckling
Antalet invånare i kommunen Vauchrétien
| Referens: INSEE |